# 原子怪獸影業
原子怪獸影業（Atomic Monster Productions）是一家美國的製片公司，由溫子仁於2014年創立。其主要作品包括《厲陰宅》系列電影、《鬼關燈》等。

## 歷史
2014年10月21日，溫子仁創立了原子怪獸影業，用於拍攝恐怖片、科幻片及喜劇片。
2016年8月12日，原子怪獸與中國上海星光文化傳媒集團（Starlight Media）公司達成了一項協議。星光傳媒將為溫子仁的電影提供高達1億美元的預算。

## 動畫標誌

### 第一代（2016年-2017年）
原子怪獸的第一代動畫標誌由美国影视品牌工作室通过CGI電腦動畫制作，以复古黑白色调呈现。動畫的內容是一位飛行的火箭人用雷射光束攻擊破壞城市的觸手巨獸，他在镜头前著陸後在两侧射出的字樣。

### 第二代（2018年至今）
第二代動畫標誌由澳大利亚動畫工作室製作，執導。動畫的內容和上一代的標誌一样，但有着更多细节。该版動畫改为彩色，大部分以定格動畫呈現，辅以電腦特效來完成，包括火、煙、雷射光束和火箭人的噴射背包的效果。紐約公司的则為此動畫製作了音效。
在接受採訪時表示:「有趣的是，我們的工作室已經碰巧擁有相同數量的動畫觸手，並在之前拍攝的廣告中用過，至今狀態仍良好。這些矽膠做的觸手長約2英尺，非常適合用於這部動畫標誌中。另一個有趣的巧合是，我在14歲時曾使用超8毫米膠片攝影機拍攝過一部定格動畫片，片名就叫。正如溫子仁所說的，這的兩個巧合一定是命中注定的。」